# Touques
Touques – miejscowość i gmina we Francji, w regionie Normandia, w departamencie Calvados, położona nad rzeką Touques.
Według danych na rok 1990 gminę zamieszkiwało 3070 osób, a gęstość zaludnienia wynosiła 378 osób/km² (wśród 1815 gmin Dolnej Normandii Touques plasuje się na 62 miejscu pod względem liczby ludności, natomiast pod względem powierzchni na miejscu 639).